# Драпак Григорій Миронович
Григорій Миронович Драпак, відомий як Гриць Драпак (нар. 3 квітня 1959, с. Констанція Борщівського району Тернопільської області) — український артист розмовного жанру, гуморист, заслужений та народний артист України. Також є членом журі Тернопільської ліги сміху.

## Життєпис
Народився 3 квітня 1959 року в с. Констанція Борщівського району Тернопільської області, нині Україна.
Закінчив Озерянську середню школу, Теребовлянське культосвітнє училище (1978), студію Київського академічного драмтеатру ім. Івана Франка. Працював:
- актором Тернопільського ОМДТ імені Тараса Шевченка (1983—1988)
- з 1988 — актор естради ПК «Березіль» (Тернопіль), дебют — вистава «Вісьта-вйо» Богдана Мельничука.

Пізніше почав сольну кар'єру, виступав з власними програмами за творами, зокрема, Богдана Бастюка. Мав спільні концерти з гуртом «Соколи», Іваном Поповичем, Аллою Кудлай та іншими. Зі Степаном Гігою — гастролі в США (2003), РФ (2002), з Оксаною Білозір, Павлом Дворським — Італія, 2002. В 1995—2001 роках вийшло 5 випусків аудіокасет «Смійтеся і регочіться».

## Відзнаки
- 1-а премія Всеукраїнського конкурсу читців, присвяченого Тарасу Шевченку (1996 року)
- 2-а премія Всеукраїнського конкурсу виконавців гумору та сатири імені Андрія Сови (1996, 1998).
- Почесний громадянин міста Тернополя[2].